# Shine (livro)
Shine é o primeiro livro escrito pela cantora estadunidense de origem sul-coreana Jessica Jung, publicado pela Simon & Schuster Books. A obra narra a história de uma garota americana de ascendência coreana, que sonha em ser uma cantora de sucesso e iniciar sua carreira fazendo parte de um novo grupo feminino de k-pop, porém ela irá enfrentar muitos desafios para alcançar esse sonho, entre eles, as competições com outras garotas, os treinamentos duradouros e uma paixão proibida com um novo astro em ascensão. Embora seja uma história ficcional destinado para o público adolescente, o enredo explora sobre os bastidores conturbados da indústria musical coreana, além da autora se inspirar em sua trajetória como trainee para estrelar o grupo Girls' Generation, onde permaneceu até meados de 2014.
O livro foi lançado 30 de setembro de 2020, onde debutou na quinta posição dos mais vendidos na lista no The New York Times na categoria para jovens adultos. No Brasil, ele foi lançado em 29 de outubro e publicado pela editora Intrínseca, onde ganhou uma nova capa exclusiva promovida por um concurso, onde alguns artistas enviavam os melhores desenhos para serem avaliados pela autora, sendo a arte vencedora feita pelo artista Junno Sena. Shine está destinado a se tornar uma série de livros, e o segundo volume intitulado Bright foi anunciado para outubro de 2021.

## Sinopse
Rachel Kim, uma adolescente americana de ascendência coreana, é uma das novas trainees da DB Entertainment, uma das maiores empresas de entretenimento da Coreia do Sul. Ela, assim como outras garotas, sonha em ser cantora e conseguir seu espaço em um futuro grupo feminino. Ela imaginava que teria que se esforçar, mas não estava preparada para a realidade brutal do programa de treinamento. Em uma indústria em que ser perfeito não é nada menos que uma obrigação, a glória e o sacrifício são duas faces da mesma moeda.
Conforme a idade de estreia se aproxima, as meninas da turma de trainees tentam se destacar, almejando ser selecionadas para o novo grupo feminino da empresa. E quando as apostas são altas e sonhos estão em jogo, algumas pessoas estão dispostas a fazer de tudo para conseguir o que desejam. Entre treinamentos e intrigas, Rachel só não esperava se apaixonar – ainda mais porque a DB tem uma política rígida contra namoros.

Porém, no amor e no k-pop, vale tudo, e Rachel vai brigar pelo seu futuro e por sua chance de brilhar.